# La Barre-de-Monts
La Barre-de-Monts è un comune francese di 2 182 abitanti situato nel dipartimento della Vandea nella regione dei Paesi della Loira.

## Società

### Evoluzione demografica
Abitanti censiti